# Athyrium arnagi-pedis
Athyrium arnagi-pedis är en majbräkenväxtart som beskrevs av Kurata. Athyrium arnagi-pedis ingår i släktet Athyrium och familjen Athyriaceae. Inga underarter finns listade.